# مونيبا
مونيبا أو مُنيبة (بالإنجليزية: Moneiba)‏ كانت الإلهة مُنيبة الحامية والوصية على النساء في جزيرة هييرو في جزر الكناري. لعب الإله إيرانورانهان نفس الدور بالنسبة للرجال.
شكلت الإلهة جزءًا من أساطير بيمباتشي السكان الأصليين لـ هييرو، الذين ارتبطوا بـ الغوانش في الجزر المجاورة الأخرى وبعيدًا دخلت في أساطير الأمازيغ في شمال إفريقيا. عاش الإله على صخرة والإلهة على صخرة أخرى. كانا ينزلان لسماع صلوات الناس.